# ناحیه جورج تاون، شهرستان کلی، مینه سوتا
ناحیه جورج تاون (به انگلیسی: Georgetown Township) یک منطقهٔ مسکونی در ایالات متحده آمریکا است که در شهرستان کلی، مینه‌سوتا واقع شده‌است.
 ناحیه جورج تاون ۹۵٫۵ کیلومتر مربع مساحت و ۱۸۸ نفر جمعیت دارد و ۲۶۹ متر بالاتر از سطح دریا واقع شده‌است.